# Neoperla pallicornis
Neoperla pallicornis és una espècie d'insecte plecòpter pertanyent a la família dels pèrlids.

## Descripció
- Els adults són de mida mitjana i presenten un color ocraci, ocels de grandària moderada i ales de 13-14 mm de longitud.
- Els ous (ovalats i amb una mida de 0,39 x 0,25 mm) i la vagina de la femella són molt similars als de Neoperla flinti.[5]

## Hàbitat
En el seu estadi immadur és aquàtic i viu a l'aigua dolça, mentre que com a adult és terrestre i volador.

## Distribució geogràfica
Es troba a Malèsia: l'illa de Luzon (les illes Filipines).